# Черемхово (Свердловская область)
Черемхово — село в Каменском районе Свердловской области России. Входит в Каменский муниципальный округ. Ранее было центром Черемховского сельсовета Каменского района.

## География
Село Черемхово расположено по обоим берегам реки Каменки, в 11 километрах (по автотрассе в 13 километрах) к северо-западу от города Каменска-Уральского. По юго-западной окраине села проходит трасса Каменск-Уральский — Богданович. Село расположено в 80 километрах от Екатеринбурга, в 89 километрах от Камышлова и в 10 километрах от станции Островской Каменской ветки железной дороги Екатеринбург-Тюмень.

## История
Село Черемхово (бывшее Савино) название получило по имени перво-поселенцев братьев Савиных и Саввы Черемхова. Около 1694 года землепашцы Невьянской слободы Семён и Алексей Савины с детьми и «казанские переведенцы», что жили в Невьянской слободе 70 лет, основали деревню Савину. Черемховский приход, называемый иначе с незапамятных времен Саввинским, получил свое наименование, вероятно, по имени и фамилии уважаемого общественника или же основателя деревни Черемховской — Саввы Черемхина.
До 1754 года деревня Савина входила в приход Каменского завода. Первое деревянное здание храма построили и освятили в 1754 году.

## Население
| 1926 | 2002 | 2010 | 2021 |
| ---- | ---- | ---- | ---- |
| 1150 | ↘578 | ↗582 | ↗639 |

Структура

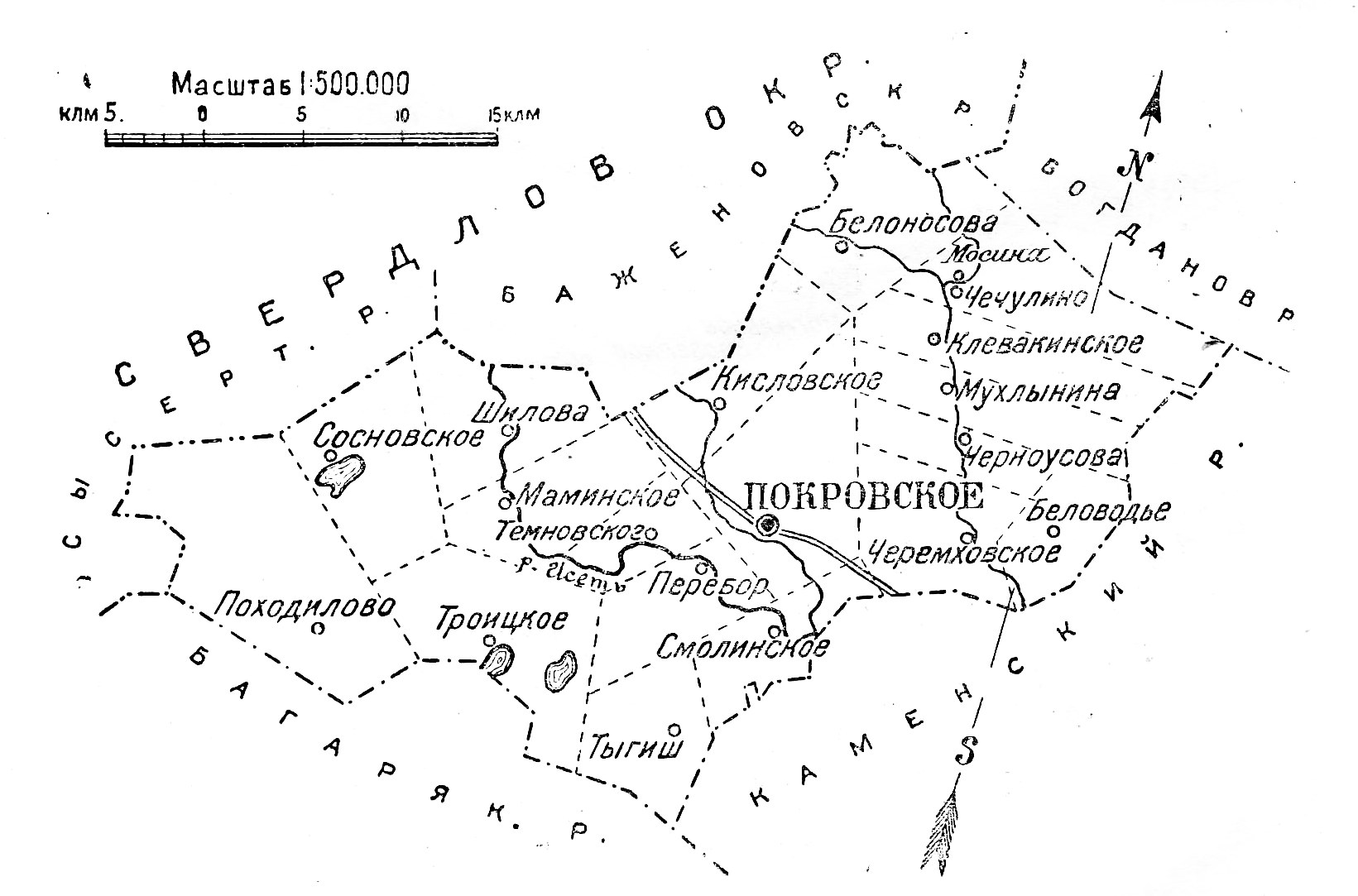
Черемховское на схеме Покровского района, 1928 год

По данным Всероссийской переписи населения 2002 года, русские составляли 84 % от общего числа сельчан, башкиры — 6 %. По данным переписи  населения 2010 года, в селе проживали 582 человека — 279 мужчин и 303 женщины.

## Инфраструктура
В 1884 году открылась церковно-приходская школа. В 2012 году открылся детский сад.
| Список улиц | Список улиц | Список улиц  |
| #           | Тип         | Название     |
| ----------- | ----------- | ------------ |
| 1           | улица       | 1 Мая        |
| 2           | улица       | 8 Марта      |
| 3           | улица       | Абрамова     |
| 4           | улица       | Бажова       |
| 5           | улица       | Калинина     |
| 6           | улица       | Кирова       |
| 7           | улица       | Ленина       |
| 7           | улица       | Набережная   |
| 8           | улица       | Пролетарская |
| 9           | улица       | Трубников    |
| 10          | переулок    | Полевой      |

### Церковь Вознесения Господня
Первый деревянный храм в селе во имя Вознесения Господня, заложенный в 1752 году и освящённый в 1754 году, за ветхостью был продан в 1854 году в село Зотинское. В 1834 году была заложена каменная двупрестольная церковь. Строительство каменного храма продолжалось в течение 20 лет (1834—1854). Главный храм был освящён в честь Вознесения Господня в 1854 году. В 1857 году в грозу молния повредила шестиярусный иконостас. Впоследствии храм ремонтировали в 1862, 1898 и 1900 годах. В 1874 году снесли колокольню и вместо неё поставили придел с новой колокольней. Этот придел во имя великомученика Георгия Победоносца освящён в 1877 году.
В состав прихода, кроме села, входило 5 деревень; жители его численностью 1612 душ мужского пола и 1589 женского пола — государственные крестьяне и занимались земледелием. До 1754 года все жители прихода принадлежали к приходу Каменского завода, от которого они отделились по дальности расстояния. Церковь была закрыта в 1929 году. Позднее церковь использовалась как склад. В деревне Кодинской от Черемховского прихода находилась деревянная часовня, которую снесли после революции.